# Le Fou de Kairouan
Le Fou de Kairouan (arabe : مجنون القيروان) est un film tunisien réalisé en 1939 par le réalisateur français Jean-André Kreuzi. Il s'agit du premier film musical et du premier film réalisé en arabe en Tunisie.
Il est considéré comme l'un des films clés dans l'histoire du cinéma d'Afrique du Nord avant la Seconde Guerre mondiale.

## Fiche technique
- Réalisateur : Jean-André Kreuzi
- Scénario : Paul Hug et Hassen Rachik
- Photographie : René Foy et Paul Chavastel
- Musique : Mohamed Triki, Maurice Benais et Jean Yatove
- Année de production : 1937
- Production : Tobis Klangfilm
- Pays de production :  Tunisie -  France
- Langue d'origine : arabe
- Format : noir et blanc - 35 mm -  son mono
- Genre : drame colonial - musical
- Durée : 72 min[4]

## Distribution
- Abdelmajid Chabbi
- Flifla Chamia
- Mohamed Jamoussi
- Moheiddine Mrad
- Selma Ridha
- Salah Zouaoui

## Autour du film
- Le film est restauré par les Archives françaises du film dans le cadre du plan de sauvegarde des films anciens du ministère français de la Culture[4].
- Le film disparu en 1939 et a été retrouvé en France en 1989 grâce aux recherches de Hichem Ben Ammar[5].